# Cochliarium sorokinae
Cochliarium sorokinae är en tvåvingeart som beskrevs av Ozerov 2006. Cochliarium sorokinae ingår i släktet Cochliarium och familjen kolvflugor. Inga underarter finns listade i Catalogue of Life.